# Britanski trg

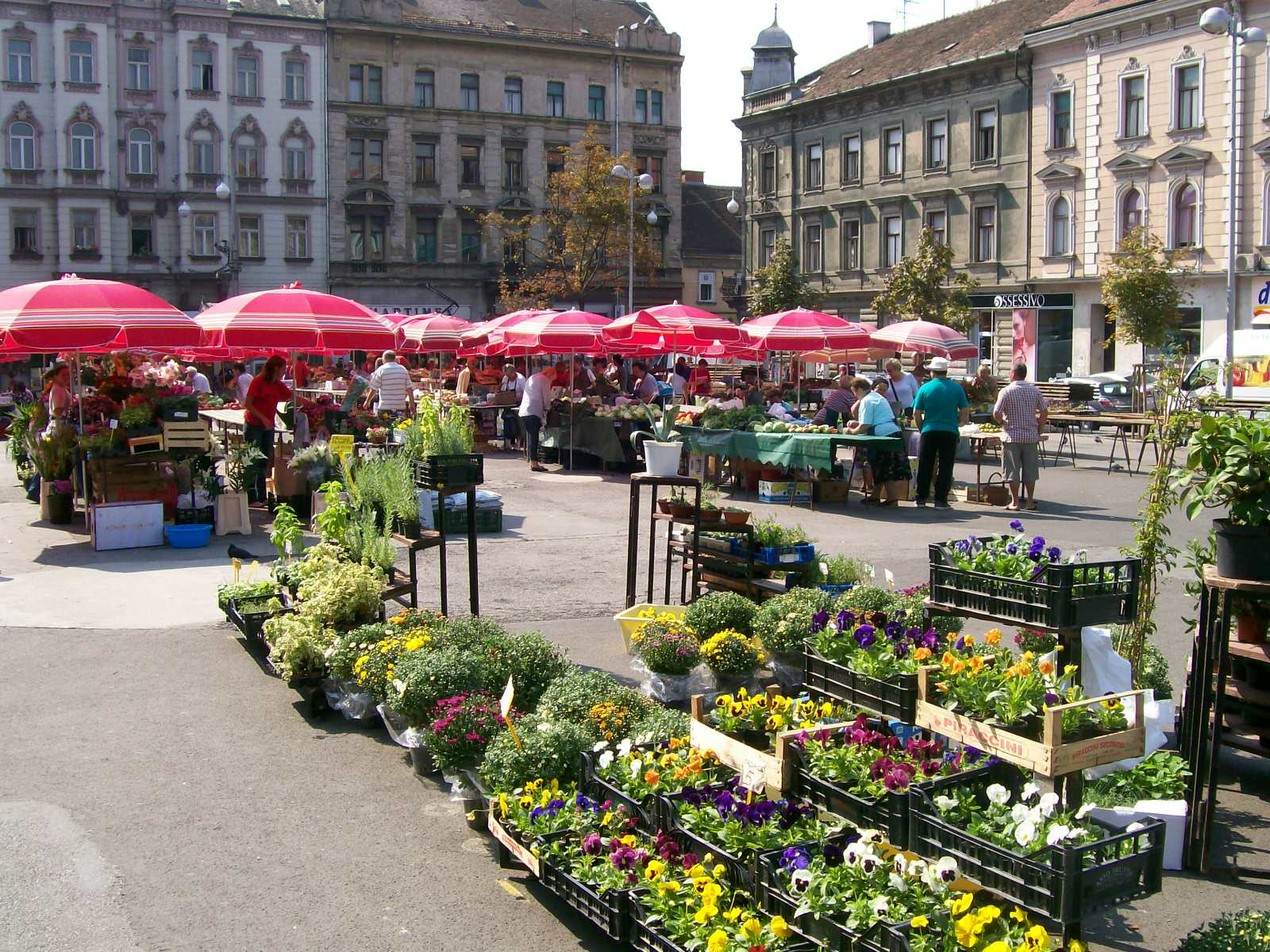
Britanski trg

Britanski trg est une place publique de la ville de Zagreb en Croatie. Elle est située le long de la rue d'Ilica, quelques blocs à l'ouest de la place Ban-Jelačić. Le marché alimentaire ouvert avec des produits locaux est tenu du début de la matinée jusqu'à environ le midi chaque jour, et une foire d'antiquités se tient sur la place chaque dimanche.